# Charles Previn
Charles Previn (* 11. Januar 1888 in Brooklyn, New York; † 22. September 1973 in Hollywood, Kalifornien) war ein US-amerikanischer Filmkomponist, Musikdirektor und Dirigent.

## Leben
Previn wuchs als Sohn einer Immigrantenfamilie auf. Nach seinem Bachelor von der Cornell University im Jahre 1910 erlangte er den Master am New York College of Music. Ab 1915 arbeitete er als Musikdirektor am Broadway, danach war er als Dirigent für NBC Radio tätig. Zwischen 1936 und 1944 war er Musikdirektor bei Universal Studios. Neben der musikalischen Leitung komponierte, arrangierte und dirigierte er Filmmusik. Er steuerte gelegentlich auch Filmsongs bei. Von 1945 bis 1947 war er als Nachfolger von Ernö Rapée Musikdirektor und Dirigent an der Radio City Music Hall in Manhattan. Im Anschluss kehrte er nach Hollywood zurück und arbeitete noch einige Jahre im Filmgeschäft, bevor er sich 1953 zur Ruhe setzte.
Previn war ein entfernter Verwandter des Dirigenten, Komponisten und oscarprämierten Filmkomponisten André Previn.

## Filmografie (Auswahl)
- 1936: Mein Mann Godfrey (My Man Godfrey)
- 1937: 100 Mann und ein Mädchen (One Hundred Men and a Girl)
- 1937: The Westland Case
- 1938: Mad About Music
- 1938: That Certain Age
- 1938: Wirbelwind aus Paris (The Rage of Paris)
- 1939: First Love
- 1939: Frankensteins Sohn (Son of Frankenstein)
- 1939: When Tomorrow Comes
- 1940: The House of the Seven Gables
- 1940: Spring Parade
- 1940: Das Haus der sieben Sünden (Seven Sinners)
- 1940: Der Bankdetektiv (The Bank Dick)
- 1940: Der Unsichtbare kehrt zurück (The Invisible Man Returns)
- 1940: Die unsichtbare Frau (The Invisible Woman)
- 1940: The Boys from Syracuse
- 1941: This Woman Is Mine
- 1941: Der Wolfsmensch (The Wolf Man)
- 1941: Die ewige Eva (It Started with Eve)
- 1941: In der Hölle ist der Teufel los! (Hellzapoppin)
- 1941: Saboteure (Saboteur)
- 1942: Arabische Nächte (Arabian Nights)
- 1942: Die Freibeuterin (The Spoilers)
- 1942: Pittsburgh
- 1942: Die Stimme des Terrors (Sherlock Holmes and the Voice of Terror)
- 1942: Frankenstein kehrt wieder (The Ghost of Frankenstein)
- 1943: Draculas Sohn (Son of Dracula)
- 1943: Neun Kinder und kein Vater (The Amazing Mrs. Holliday)
- 1944: Frankensteins Haus (House of Frankenstein)
- 1945: Das letzte Wochenende (And Then There Were None)
- 1948: Die drei Musketiere (The Three Musketeers)
- 1949: Kuß um Mitternacht (That Midnight Kiss)
- 1950: Winchester ’73

## Auszeichnungen
- 1938: Oscar für 100 Mann und ein Mädchen
- 1939: Oscarnominierung für Mad About Music
- 1940: Oscarnominierung für First Love
- 1941: Oscarnominierung für Spring Parade
- 1942: Oscarnominierung für Buck Privates
- 1943: Oscarnominierung für Die ewige Eva
- 1945: Oscarnominierung für Song of the Open Road